# Greatest Hits – Volumen 1993–2003
Greatest Hits – Volumen 1993–2003 es un DVD de la discografía oficial de la cantante y compositora islandesa Björk lanzado el 2 de diciembre de 2002.[cita requerida]
Se trata de una recopilación de todos los vídeos de su discografía que ya aparecerían en Volumen —«Human behaviour» hasta Hunter— más los vídeos a partir de Vespertine —«Alarm call» hasta «Nature is Ancient».
Los vídeos «Hidden place», «Pagan poetry», y «Cocoon» también pueden verse en 5.1.
Los vídeos que aparecen en el DVD están dirigidos por diferentes directores; Alexander McQueen, Chris Cunningham, Danny Cannon, Eiko Ishioka, Inez van Lamsweerde entre otros.

## Lista de temas
| Greatest Hits – Volumen 1993–2003 |                       |                                                   |          |  |
| N.º                               | Título                | Director                                          | Duración |  |
| 1.                                | «Human Behaviour»     | Michel Gondry                                     |          |  |
| 2.                                | «Venus as a Boy»      | Sophie Muller                                     |          |  |
| 3.                                | «Play Dead»           | Danny Cannon                                      |          |  |
| 4.                                | «Big Time Sensuality» | Stéphane Sednaoui                                 |          |  |
| 5.                                | «Violently Happy»     | Jean-Baptiste Mondino                             |          |  |
| 6.                                | «Army of Me»          | Michel Gondry                                     |          |  |
| 7.                                | «Isobel»              | Michel Gondry                                     |          |  |
| 8.                                | «It's Oh So Quiet»    | Spike Jonze                                       |          |  |
| 9.                                | «Hyper-ballad»        | Michel Gondry                                     |          |  |
| 10.                               | «Possibly Maybe»      | Stéphane Sednaoui                                 |          |  |
| 11.                               | «I Miss You»          | John Kricfalusi                                   |          |  |
| 12.                               | «Jóga»                | Michel Gondry                                     |          |  |
| 13.                               | «Bachelorette»        |                                                   |          |  |
| 14.                               | «Hunter»              | Paul White                                        |          |  |
| 15.                               | «Alarm Call»          | Alexander McQueen                                 |          |  |
| 16.                               | «All Is Full of Love» | Chris Cunningham                                  |          |  |
| 17.                               | «Hidden Place»        | M/M Paris - Inez van Lamsweerde y Vinoodh Matadin |          |  |
| 18.                               | «Pagan Poetry»        | Nick Knight                                       |          |  |
| 19.                               | «Cocoon»              | Eiko Ishioka                                      |          |  |
| 20.                               | «It's in Our Hands»   | Spike Jonze                                       |          |  |
| 21.                               | «Nature Is Ancient»   | Lynn Fox                                          |          |  |
| 64 minutos                        |                       |                                                   |          |  |